# Diane Foster
Diane Foster (ur. 3 marca 1928 w Vancouver, zm. 4 stycznia 1999 w Oliver) – kanadyjska lekkoatletka specjalizująca się w krótkich biegach sprinterskich, uczestniczka letnich igrzysk olimpijskich w Londynie (1948), brązowa medalistka olimpijska w biegu sztafetowym 4 × 100 metrów.

## Sukcesy sportowe
- mistrzyni Kanady w biegu na 200 metrów – 1948[2]

| Rok  | Miasto | Zawody               | Konkurencja        | Wynik         |
| ---- | ------ | -------------------- | ------------------ | ------------- |
| 1948 | Londyn | Igrzyska olimpijskie | sztafeta 4 × 100 m | brązowy medal |

## Rekordy życiowe
- bieg na 100 metrów – 12,5 (1948)
- bieg na 200 metrów – 25,5 – Vancouver 01/07/1948[3]